# Telephanus gracilis
Telephanus gracilis là một loài bọ cánh cứng trong họ Silvanidae. Loài này được Schaufuss miêu tả khoa học năm 1893.